# Guybrush Threepwood
Guybrush Ulysses Threepwood é um personagem fictício e o protagonista da série de jogos eletrônicos de aventura Monkey Island. Apesar de ser "um poderoso pirata" de acordo com suas próprias palavras, ele é geralmente retratado com desajeitado e desorganizado. Seu arqui-inimigo é o pirata zumbi LeChuck e sua esposa a partir de The Curse of Monkey Island é a governadora Elaine Marley. Outros personagens errarem o nome incomum de Guybrush Threepwood, intencional ou acidentalmente, é uma piada recorrente na série, bem como o fato de o Guybrush conseguir segurar sua respiração por 10 minutos embaixo d'água.

## Nome
O nome Guybrush foi criado acidentalmente quando seu sprite foi desenvolvido. O programa usado foi o Deluxe Paint, que atribui a extensão .brush. Como o personagem ainda não tinha um nome seu arquivo foi criado como guy.brush. Com o tempo, os desenvolvedores se habituaram ao estranho nome e decidiram mantê-lo. Threepwood foi escolhido através de uma votação; o sobrenome ganhador foi o mesmo de um personagem de RPG de Dave Grossman, um dos criadores da série, que por sua vez provém do livro "The Brinkmanship of Galahad Threepwood".

## Promoção e recepção
A Symbiote Studios e a LucasArts criaram em 2010 uma estátua que retrata Guybrush Threepwood lutando contra seu inimigo LeChuck. Ela foi criada por Dela Longfish e Curt Rapala e utiliza a arte da recriação de The Secret of Monkey Island.
A IGN considerou Guybrush um dos poucos personagens que seriam fortes o suficiente para carregarem sua própria franquia de filmes, considerando-o "deliciosamente divertido" e notando que o humor é um de seus traços mais marcantes. Threepwood foi incluído em uma votação da GameSpot sobre o melhor herói de jogos eletrônicos de todos os tempos. Ele foi eliminado na primeira rodada enfrentando Wander de Shadow of the Colossus, recebendo 46,5% dos votos. A Empire listou Guybrush como o sétimo melhor personagem dos jogos eletrônicos, dizendo que ele é "talvez o personagem mais amado na história dos jogos de aventura de apontar e clicar." Tom Chatfield do The Observer listou Guybrush como um dos 10 melhores personagens dos jogos eletrônicos, caracterizando-o como "uma presença inesquecível na vida de vários jogadores, de seus joelhos nodosos a suas habilidades duvidosas com a espada."
Guybrush também foi listado pelo Guinness World Records como o 38º melhor personagem dos jogos eletrônicos. Em 2012, a GamesRadar+ o ranqueou como o décimo melhor herói dos jogos, notando que "ele pode não ser o protagonista mais intimidador, [mas] ele se vira com sua esperteza afiada e sua engenhosidade", e que "ele não é só um pirata improvável, mas também um herói improvável." Em 2021, a publicação listou Guybrush como o 30º personagem mais icônico dos jogos eletrônicos. Em 2022, Threepwood foi incluído na lista dos 25 melhores heróis dos jogos também pela GamesRadar+. A HobbyConsolas listou o personagem como um dos "30 melhores heróis dos últimos 30 anos."